# Варметр
Варме́тр  — прилад для вимірювання реактивної потужності електричного струму.
Варметр має чотири контакти, двома з яких його вмикають в електричне коло послідовно з тією ділянкою кола, споживану потужність якої вимірюють, і двома паралельно до неї.
Варметри створюють зазвичай на основі електродинамічних механізмів.
Варметри конструктивно не відрізняються від ватметрів, різниця полягає лише у схемі кіл напруги. Якщо у ватметрі у колі напруги намагаються повністю компенсувати індуктивність котушок-рамок, то у варметрі у цьому колі намагаються створити, за рахунок додаткових індуктивностей, зсув фази на 90°.